# Saut en hauteur féminin aux championnats du monde d'athlétisme 2005
Navigation
Paris 2003 Osaka 2007
L'épreuve de saut en hauteur féminin des championnats du monde de 2005 s'est déroulée les 6 et 8 août de la même année dans le Stade olympique de Helsinki (Finlande), remportée par la Suédoise Kajsa Bergqvist.

## Records
Avant les championnats de 2013[Quoi ?], les records du saut en hauteur femmes (mondial, des championnats et par continent) étaient les suivants.  
| Record                    | Athlète             | Pays           | Distance | Lieu               | Date             |
| ------------------------- | ------------------- | -------------- | -------- | ------------------ | ---------------- |
| Record du monde           | Stefka Kostadinova  | Bulgarie       | 2,09 m   | Rome, Italie       | 30 août 1987     |
| Record des championnats   | Stefka Kostadinova  | Bulgarie       | 2,09 m   | Rome, Italie       | 30 août 1987     |
| Record d'Afrique          | Hestrie Cloete      | Afrique du Sud | 2,06 m   | Paris, France      | 31 août 2003     |
| Record d'Asie             | Lyudmila Butuzova   | Ouzbékistan    | 1,98 m   | Sotchi, Russie     | 10 juin 1984     |
| Record d'Amérique du Nord | Silvia Costa        | Cuba           | 2,04 m   | Barcelone, Espagne | 9 septembre 1989 |
| Record d'Amérique du Sud  | Solange Witteveen   | Argentine      | 1,96 m   | Oristano, Italie   | 8 septembre 1997 |
| Record d'Europe           | Stefka Kostadinova  | Bulgarie       | 2,09 m   | Rome, Italie       | 30 août 1987     |
| Record d'Océanie          | Vanessa Browne-Ward | Australie      | 1,98 m   | Perth, Australie   | 12 février 1989  |

## Médaillées
| Or              | Argent       | Bronze             |
| Kajsa Bergqvist | Chaunte Lowe | Emma Green-Tregaro |

### Finale
| Rang               | Athlète                 | Pays       | Essais | Essais | Essais | Essais | Essais | Essais | Essais | Essais | Essais | Marque | Notes |
| Rang               | Athlète                 | Pays       | 1,80m  | 1,85m  | 1,89m  | 1,93m  | 1,96m  | 1,98m  | 2,00m  | 2,02m  | 2,10m  | Marque | Notes |
| ------------------ | ----------------------- | ---------- | ------ | ------ | ------ | ------ | ------ | ------ | ------ | ------ | ------ | ------ | ----- |
| Médaille d'or      | Kajsa Bergqvist         | Suède      | —      | o      | o      | o      | o      | o      | xo     | o      | 3 x    | 2,02 m | WL    |
| Médaille d'argent  | Chaunte Lowe            | États-Unis | o      | o      | o      | o      | xo     | xo     | xxo    | 3 x    |        | 2,00 m | PB    |
| Médaille de bronze | Emma Green-Tregaro      | Suède      | o      | o      | o      | xo     | xo     | 3 x    |        |        |        | 1,96 m | PB    |
| 4                  | Anna Chicherova         | Russie     | o      | o      | o      | o      | xxo    | 3 x    |        |        |        | 1,96 m |       |
| 5                  | Vita Palamar            | Ukraine    | —      | o      | o      | o      | 3 x    |        |        |        |        | 1,93 m |       |
| 6                  | Tia Hellebaut           | Belgique   | o      | o      | xxo    | o      | 3 x    |        |        |        |        | 1,93 m | SB    |
| 7                  | Vita Styopina           | Ukraine    | o      | o      | o      | xxo    | 3 x    |        |        |        |        | 1,93 m | SB    |
| 7                  | Amy Acuff               | États-Unis | o      | xo     | o      | 3 x    |        |        |        |        |        | 1,89 m |       |
| 9                  | Dora Györffy            | Hongrie    | o      | o      | xxo    | 3 x    |        |        |        |        |        | 1,89 m |       |
| 10                 | Venelina Veneva-Mateeva | Bulgarie   | o      | o      | 3 x    |        |        |        |        |        |        | 1,85 m |       |
| 11                 | Iva Straková            | Tchéquie   | xo     | o      | 3 x    |        |        |        |        |        |        | 1,85 m |       |
| 12                 | Iryna Mykhalchenko      | Ukraine    | o      | xo     | 3 x    |        |        |        |        |        |        | 1,85 m |       |

### Qualifications
Pour se qualifier pour la finale, il fallait atteindre 1,93 m ; ou bien faire partie des 12 meilleures sauteuses sur une période antérieure à cette compétition. 
| Rang | Athlète                 | Nationalité            | 1,80m | 1,84m | 1,88m | 1,91m | 1,93m | Résultat | Notes |
| ---- | ----------------------- | ---------------------- | ----- | ----- | ----- | ----- | ----- | -------- | ----- |
| 1    | Vita Palamar            | Ukraine                | —     | o     | o     | o     | o     | 1,93 m   | Q     |
| 2    | Tia Hellebaut           | Belgique               | o     | o     | o     | xo    | o     | 1,93 m   | Q, SB |
| 3    | Anna Chicherova         | Russie                 | o     | o     | o     | xxo   | o     | 1,93 m   | Q     |
| 4    | Iryna Mykhalchenko      | Ukraine                | o     | o     | xo    | xxo   | xo    | 1,93 m   | Q     |
| 4    | Chaunte Lowe            | États-Unis             | o     | xo    | xo    | xo    | xo    | 1,93 m   | Q     |
| 6    | Vita Styopina           | Ukraine                | o     | o     | o     | o     | 3 x   | 1,91 m   | q     |
| 6    | Iva Straková            | Tchéquie               | o     | o     | o     | o     | 3 x   | 1,91 m   | q     |
| 6    | Emma Green-Tregaro      | Suède                  | —     | o     | o     | o     | —     | 1,91 m   | q     |
| 6    | Dora Györffy            | Hongrie                | o     | o     | o     | o     | —     | 1,91 m   | q     |
| 6    | Kajsa Bergqvist         | Suède                  | —     | o     | o     | o     | —     | 1,91 m   | q     |
| 11   | Venelina Veneva-Mateeva | Bulgarie               | o     | o     | o     | xo    | 3 x   | 1,91 m   | q     |
| 12   | Amy Acuff               | États-Unis             | o     | xo    | o     | xo    | 3 x   | 1,91 m   | q     |
| 13   | Oana Pantelimon         | Roumanie               | o     | o     | o     | xxo   | 3 x   | 1,91 m   |       |
| 14   | Corinne Müller          | Suisse                 | o     | o     | xo    | xxo   | 3 x   | 1,91 m   |       |
| 15   | Marta Mendia            | Espagne                | o     | o     | o     | 3 x   |       | 1,88 m   |       |
| 15   | Mélanie Melfort         | France                 | o     | o     | o     | 3 x   |       | 1,88 m   |       |
| 17   | Erin Aldrich            | États-Unis             | o     | xo    | o     | 3 x   |       | 1,88 m   |       |
| 18   | Tatyana Kivimyagi       | Russie                 | o     | o     | xo    | 3 x   |       | 1,88 m   |       |
| 19   | Blanka Vlašić           | Croatie                | o     | o     | xxo   | 3 x   |       | 1,88 m   |       |
| 19   | Ruth Beitia             | Espagne                | o     | o     | xxo   | 3 x   |       | 1,88 m   |       |
| 21   | Inna Gliznuta           | Moldavie               | o     | o     | 3 x   |       |       | 1,84 m   |       |
| 22   | Levern Spencer          | Sainte-Lucie           | xo    | o     | 3 x   |       |       | 1,84 m   |       |
| 23   | Romary Rifka            | Mexique                | o     | xo    | 3 x   |       |       | 1,84 m   | SB    |
| 23   | Caterine Ibargüen       | Colombie               | o     | xo    | 3 x   |       |       | 1,84 m   |       |
| 25   | Xingjuan Zheng          | Chine                  | xo    | xo    | 3 x   |       |       | 1,84 m   |       |
| 26   | Monica Iagăr            | Roumanie               | o     | xxo   | 3 x   |       |       | 1,84 m   |       |
| 27   | Juana Rosario Arrendel  | République dominicaine | o     | 3 x   |       |       |       | 1,80 m   |       |
| 27   | Hanna Grobler           | Finlande               | o     | 3 x   |       |       |       | 1,80 m   |       |
| -    | Tatyana Efimenko        | Kirghizistan           | x     |       |       |       |       | NM       |       |
| -    | Yelena Slesarenko       | Russie                 |       |       |       |       |       | DNS      |       |

### Légende
Records et Performances
- AR : Record continental (area record)
- CR : Record des championnats (championship record)
- MR : Record du meeting (meet record)
- NR : Record national (national record)
- OR : Record olympique (olympic record)
- PR : Record paralympique (paralympic record)
- PB : Record personnel (personal best)
- SB : Meilleure performance personnelle de la saison (season's best)
- WL : Meilleure performance mondiale de l'année (world leader)
- WJR : Record du monde junior (world junior record)
- WR : Record du monde (world record)

Circonstances et Conditions
- DNF : N'a pas terminé (did not finish)
- DNS : N'a pas pris le départ (did not start)
- DQ : Disqualification (disqualification)
- NM : Aucun essai valable enregistré (No Mark)
- Q : Qualifié « directement » au prochain tour (ou à la prochaine compétition), lors d'une compétition majeure, grâce au classement ou à la réalisation des minima (automatic qualifier)
- q : Qualifié au prochain tour (ou à la prochaine compétition), lors d'une compétition majeure, grâce au repêchage ou à la réalisation de l'une des meilleures performances parmi celles des « non qualifiés directement » (grâce au meilleur temps ou à la meilleure distance par exemple) (secondary qualifier)

- Barre franchie à telle ou telle hauteur (en mètres) :
  - o : dès le 1er essai
  - xo : au 2e essai
  - xxo : au 3e essai
- 3 x : barre non atteinte, au terme d'un maximum de 3 essais
- NM : non mesuré / not measured (?)[Quoi ?]